# Kabinett Sjögren I

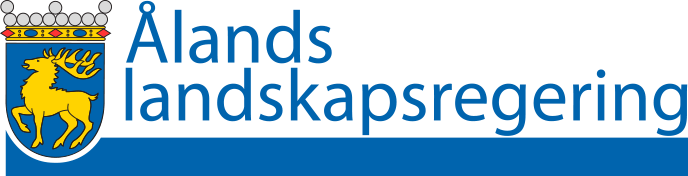
Logo der Åländischen Landschaftsregierung.

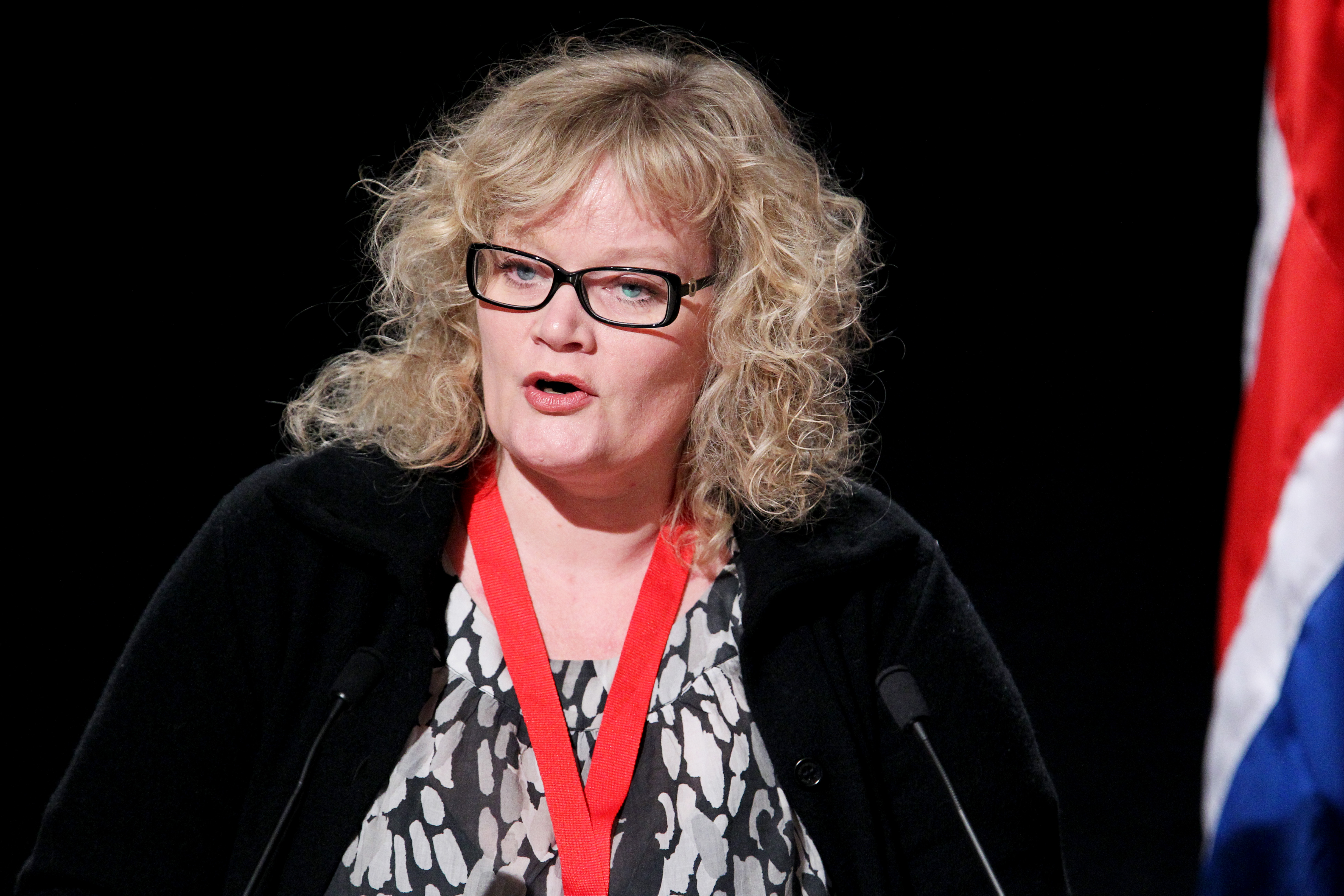
Katrin Sjögren ist nach einer ersten Amtszeit (2015 bis 2019) seit 2023 zum zweiten Mal Lantråd von Åland.

Das Kabinett Sjögren I war von 2015 bis 2019 die Landschaftsregierung von Åland, eine mit weitgehender politischer Autonomie ausgestattete Landschaft Finnlands.
Die Regierung wurde am 25. November 2015 von Lantråd Katrin Sjögren von den Liberalen auf Åland LIB (Liberalerna på Åland) gebildet und löste das Kabinett Gunell ab. Bei der vorausgegangenen Wahl vom 18. Oktober 2015 errang die LIB von Katrin Sjögren mit 23,3 Prozent (7 Sitze) den ersten Platz, gefolgt vom Åländische Zentrum C (Åländsk Center) von Harry Jansson mit 21,7 Prozent (7 Sitze) und der Moderaten Sammlung für Åland MSÅ (Moderat samling för Åland) von Johan Ehn mit 17,8 Prozent (5 Mandate). Weitere Parteien in der 30-köpfigen Lagting, dem Parlament von Åland, waren die Ålands Sozialdemokraten ÅSD (Ålands socialdemokrater) unter der bisherigen Lantråd von Åland Gunell mit 15,8 Prozent (5 Sitze), die Ungebundene Sammlung auf Åland ObS unter Gun-Mari Lindholm mit 9,6 Prozent (3 Mandate), Ålands Zukunft ÅF (Ålands Framtid) des neuen Parteivorsitzenden Axel Jonsson mit 7,4 Prozent (2 Sitze) sowie der Åländischen Demokratie ÅD unter Stephan Toivonen, die mit 3,6 Stimmen (1 Mandat) erstmals im Parlament vertreten war.
Bei der darauf folgenden Wahl am 20. Oktober 2019 wurde das C von Veronica Thörnroos mit 27,9 Prozent (9 Mandate) stärkste Kraft in der Lagting, gefolgt von der LIB der bisherigen Lantråd von Åland Sjögren mit 19,6 Prozent (6 Sitze), der MSÅ unter der neuen Parteivorsitzenden Annette Holmberg-Jansson mit 13,8 Prozent (4 Sitze) sowie der ObS mit 13,6 Prozent (4 Mandate), die mit Bert Häggblom ebenfalls einen neuen Vorsitzenden hatte. Die ÅSD der Lantråd Gunell kam nur noch auf 9,1 Prozent (3 Mandate), während die erstmals angetretene Nachhaltige Initiative HI (Hållbar Iniativ) unter Alfons Röblom und Anette Bergbo 8,3 Prozent (2 Sitze) erzielte. Mit jeweils einem Mandat waren ÅF unter der neuen Vorsitzenden Pia Eriksson (4,6 Prozent) und die ÅD von Stephan Toivonen (3 Prozent) vertreten. Nach der Wahl bildete Veronica Thörnroos am 10. Dezember 2019 das Kabinett Thörnroos, eine Koalition aus C, MSÅ, ObS und HI die im Parlament mit 19 Sitzen vertreten war. Zuvor wurde sie mit 22 gegen zwei Stimmen von der Lagting zur neuen Lantråd von Åland gewählt.

## Mitglieder des Kabinetts
Der Regierung gehörten folgende Politiker an:
| Amt                                           | Amtsinhaber    | Partei | Partei | Beginn der Amtszeit | Ende der Amtszeit |
| --------------------------------------------- | -------------- | ------ | ------ | ------------------- | ----------------- |
| Lantråd                                       | Katrin Sjögren |        | LIB    | 25. November 2015   | 10. Dezember 2019 |
| Vicelantråd Nachhaltigkeit                    | Camilla Gunell |        | ÅSD    | 25. November 2015   | 10. Dezember 2019 |
| Finanzen                                      | Mats Perämaa   |        | LIB    | 25. November 2015   | 10. Dezember 2019 |
| Soziales                                      | Wille Valve    |        | MSÅ    | 25. November 2015   | 10. Dezember 2019 |
| Infrastruktur                                 | Mika Nordberg  |        | MSÅ    | 25. November 2015   | 10. Dezember 2019 |
| Bildung, Informationstechnologie und Kultur   | Tony Asumaa    |        | LIB    | 25. November 2015   | 10. Dezember 2019 |
| Kanzleiangelegenheiten und Kommunalverwaltung | Nina Fellman   |        | ÅSD    | 25. November 2015   | 10. Dezember 2019 |